# 청주시·청원군
청주시·청원군은 대한민국의 옛 국회의원 선거구이다. 당시 충청북도 청주시와 청원군 지역을 관할했다.

## 역사
제9대 국회의원 선거를 앞두고 청주시 선거구와 청원군 선거구가 통합되면서 신설되었다.
제13대 국회의원 선거를 앞두고 청주시 갑, 청주시 을, 청원군 선거구로 각각 분리되면서 폐지되었다.

## 역대 국회의원
| 선거   | 정당 | 정당       | 1위 의원 | 정당 | 정당       | 2위 의원 |
| ------ | ---- | ---------- | -------- | ---- | ---------- | -------- |
| 1973년 |      | 민주공화당 | 민기식   |      | 신민당     | 이민우   |
| 1978년 |      | 민주통일당 | 김현수   |      | 신민당     | 이민우   |
| 1981년 |      | 민주정의당 | 정종택   |      | 한국국민당 | 윤석민   |
| 1985년 |      | 민주정의당 | 정종택   |      | 신한민주당 | 김현수   |

## 역대 선거 결과

### 대한민국 제9대 국회의원 선거
|  | 38.96% |

|  | 25.98% |

|  | 20.53% |

|  | 14.51% |

### 대한민국 제10대 국회의원 선거
|  | 31.28% |

|  | 30.22% |

|  | 29.32% |

|  | 9.16% |

### 대한민국 제11대 국회의원 선거
|  | 33.57% |

|  | 23.73% |

|  | 13.54% |

|  | 13.38% |

|  | 8.52% |

|  | 2.87% |

|  | 1.99% |

|  | 1.29% |

|  | 1.06% |

### 대한민국 제12대 국회의원 선거
|  | 49.67% |

|  | 26.21% |

|  | 22.15% |

|  | 1.95% |